# Nettelnburg
Nettelnburg (niederdeutsch: Nettelnborg) ist ein Ortsteil von Hamburg-Bergedorf, der an Allermöhe und Neuallermöhe grenzt und in den westlichen Elbmarschen liegt. Nettelnburg ist kein eigenständiger Stadtteil, sondern Teil des Stadtteils Bergedorf im Bezirk Bergedorf. Alt-Nettelnburg wurde in den 1920er Jahren unter der Leitung des Architekten Fritz Winterfeldt von einer gemeinnützigen Siedlergemeinschaft aus Kriegsteilnehmern, Kriegsgeschädigten und Kriegshinterbliebenen auf der Fläche des ehemaligen Gutes Nettelnburg erbaut.
Ab den 1960er Jahren entstand im Westen und Südwesten ein Neubaugebiet. Nach dem Anschluss an die Kanalisation zwischen 1970 und 1980 wurden viele Parzellen in Alt-Nettelnburg geteilt, um Platz für Neubauten zu schaffen. Am 31. Dezember 2005 hatte das Quartier Nettelnburg 6485 Einwohner. Trotz des Ausbaus blieb der Charakter Nettelnburgs als Gartenstadt erhalten.

## Geschichte

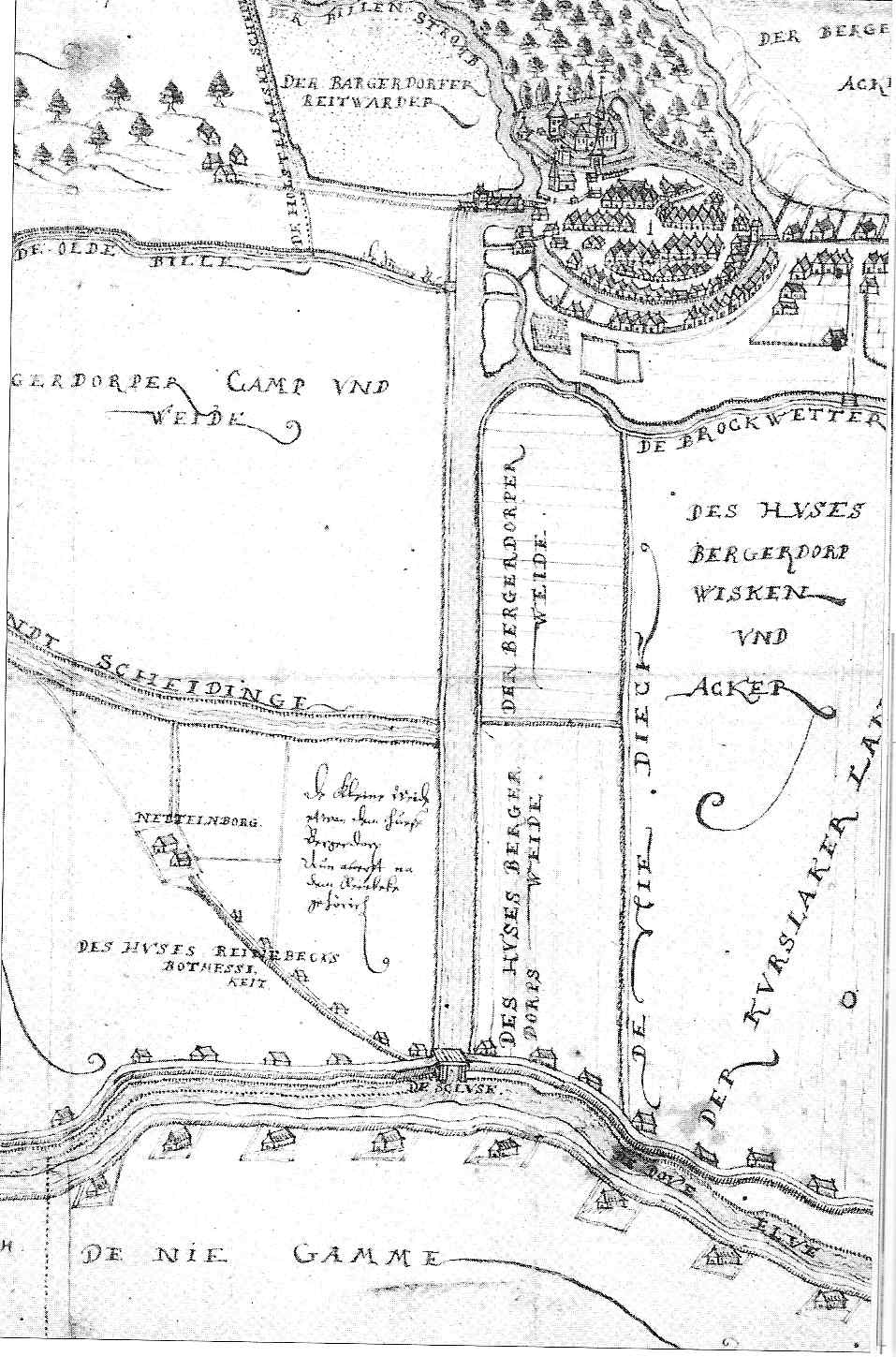
Pachthöfe um 1615

### Belege vor 1900
Nach einer von Amalie Schoppe tradierten Sage lebte zur Zeit der Kreuzzüge ein Familienzweig der Schauenburger auf einer „Nettelburg“. Tatsächlich ist urkundlich belegt, dass die Gemarkung Nettelnburg bis 1307 zum Gebiet der Schauenburger und Stormarn gehörte. Der Flurname könnte sich daraus erklären, dass die Schauenburger ein Nessel- oder „Nettelblatt“ im Wappen hatten.
Nettelnburg wurde erstmals im Jahre 1208 urkundlich erwähnt, als ein Wernherus von Netelenburg als Zeuge bei einer Grundstücksübertragung auftrat. Damit ist zumindest die Existenz eines frühen ländlichen Lehnsgutes belegt. Nach einer Verkaufsurkunde aus dem Jahre 1307 traten die Schauenburger ihre „gutere Nettelenburg“ an das Kloster „Reinebeck“ ab. Spuren einer solchen Burg wurden allerdings nicht gefunden.
Ab 1609 sind zwei Pachthöfe belegt, die mehrfach die Besitzer und Oberherren wechselten. Nach einem Großbrand im Oktober 1894 wurde ab 1895 ein Herrenhaus als gründerzeitliche Villa erbaut, die der Bauunternehmer Philipp Holzmann im Jahre 1899 erwarb. Dieses historische Gebäude, das zuletzt als Gaststätte und Hotel genutzt wurde, wurde 2011 trotz Protesten der Arbeitsgemeinschaft Nettelnburg abgerissen.

### Ausbau von Alt-Nettelnburg

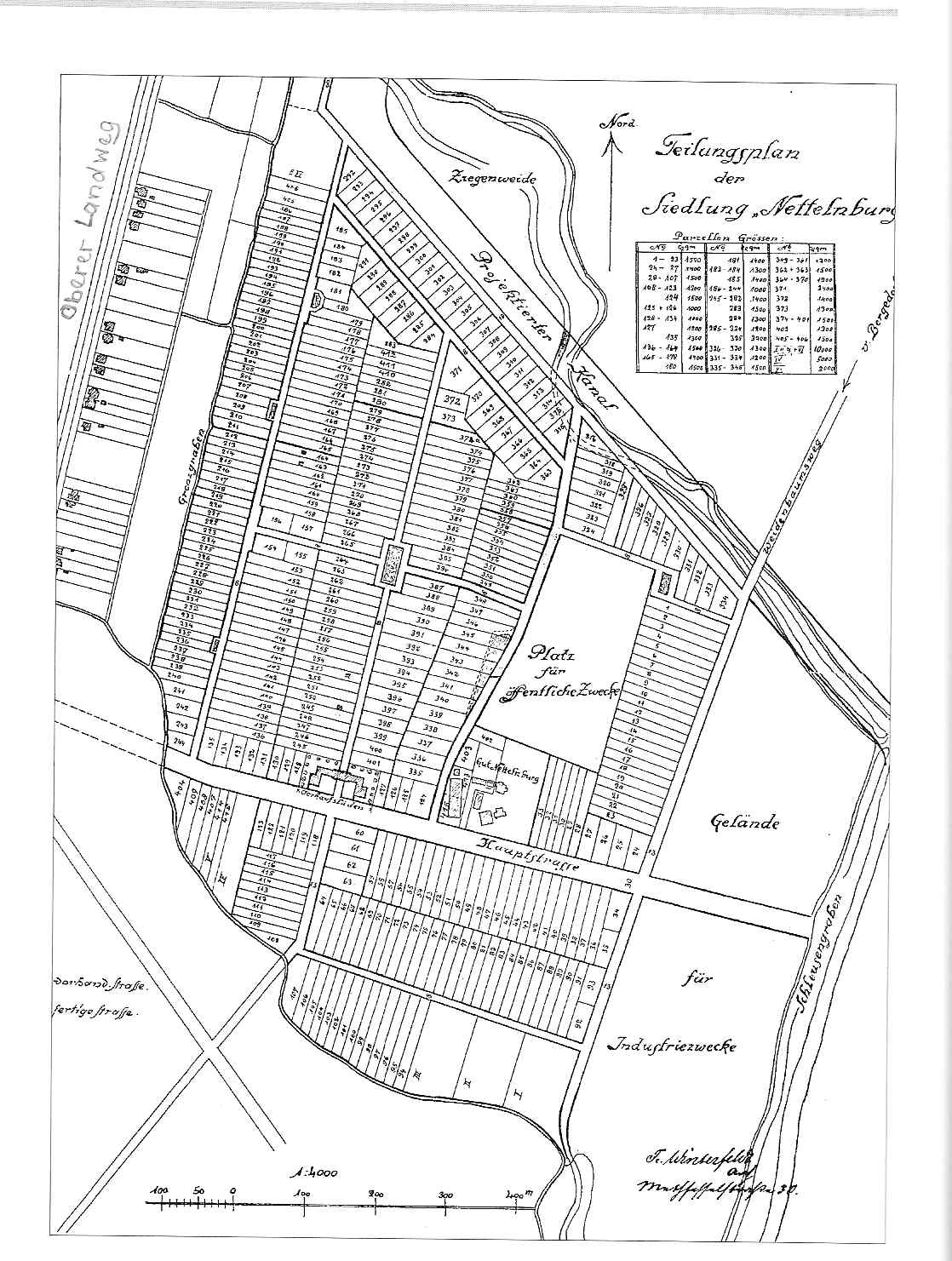
Teilungsplan 1921

Im ersten Bauabschnitt wurden um 1900 am Oberen Landweg einige Villen erbaut.
Nach dem Ersten Weltkrieg gab es 1919 aufgrund der Wohnungsnot erste Pläne von Mitgliedern des sozialdemokratisch orientierten Reichsbundes der Kriegsbeschädigten, Kriegsteilnehmer und Kriegshinterbliebenen, eine Siedlungsgemeinschaft zu begründen. Die Wahl fiel auf die Ländereien rund um den Nettelnburger Gutshof, die wegen Überschuldung der Vorbesitzer in den Besitz der Industrie-Terraingesellschaft Nettelnburg übergegangen waren. Am 13. März 1921 konnte die neugegründete Gemeinnützige Siedlungsgenossenschaft Nettelnburg das Areal trotz der hohen Hypothekenbelastung erwerben.
Die im „Heimatstil“ erbaute Siedlung östlich vom Oberen Landweg und westlich vom Weidenbaumsweg entstand zwischen 1921 und 1930 als Planstadt unter Leitung des Hamburger Architekten Fritz Winterfeld. Zunächst wurden in Eigenleistung im schweren Marschenboden Entwässerungsgräben gelegt, bevor es zur Parzellierung mit Grundstücken größer als 1000 Quadratmetern kam. Dadurch verzögerte sich der Baubeginn bis zum Frühjahr 1922.
Charakteristisch waren die verklinkerten Einzel- oder Doppelhäuser mit Mansarden und Krüppelwalmdächern. Der Haupteingang war im heutzutage als erste Etage angesehenen Parterre, während die Wirtschafts- und Kellerräume wegen des hohen Grundwasserspiegels und der Überschwemmungsgefahr ebenerdig lagen. Bei den meisten Häusern war ein Stall für Kleinvieh angebaut. Zu jedem Siedlungshaus gehörte ein großer Nutzgarten, der von Entwässerungsgräben begrenzt wurde. Bis August 1927 waren bereits 235 Häuser bezogen.
Zur Siedlung gehörten Verkaufsläden, ein Feuerwehrhaus, eine Schule, ein Gasthaus, ein öffentlicher Versammlungsplatz mit Sportanlagen und einem Fußballfeld, aber keine Kirche. Die meisten Siedler waren Arbeiter oder Handwerker, die der SPD nahestanden.
Im Spätherbst des Jahres 1930 kam es zu einem Deichbruch, wobei viele der neuerrichteten Siedlungshäuser in Mitleidenschaft gezogen wurden.

### Zeit des Nationalsozialismus
Nettelnburg galt im Volksmund als „Rote Siedlung“. So erhielt die SPD bei den letzten freien Reichstagswahlen vom 5. März 1933 noch 65,00 % der Wählerstimmen, die KPD erzielte 13,20 %, während die NSDAP nur auf 16,37 % kam. Ab April 1933 begann die Gleichschaltung. Der Gemeindevorsitzende wurde amtsenthoben, die eigene Zeitschrift, der „Nettelnburger Siedler“ wurde umbenannt und die Redaktion ausgewechselt. Selbst die Mitglieder der Freiwilligen Feuerwehr wurden durch linientreue Parteigenossen ersetzt, was sich jedoch nicht bewährte. Der Schulleiter wurde abgesetzt. Ab Januar 1938 wurde am Oberen Landweg 10 ein HJ-Heim errichtet.
Im selben Jahr wurde Nettelburg aus der Zugehörigkeit zu Billwerder entlassen und dem Stadtteil Bergedorf angegliedert. Im Zweiten Weltkrieg blieb Nettelnburg weitgehend von Bombeneinschlägen verschont.

### Neubauten in der Nachkriegszeit
In der Nachkriegszeit wurde die Siedlung nach Erschließungsarbeiten durch den Bau zusätzlicher Ein- und Zweifamilienhäuser erweitert. Das erste Nettelnburger Mietshaus entstand 1954 als Gewerbegebäude mit 4 Läden und 17 darüberliegenden Wohnungen.
Seit 1970 wurden in Nettelnburg-Süd, am Oberen Landweg und in Alt-Nettelnburg erneut Einfamilienhäuser, teils als Reihenhäuser gebaut. Diese sind in eine geplante Landschaft von Fleeten und Grünflächen eingebettet. Heute präsentiert sich Nettelnburg als Gartenstadt, wobei die Alt-Nettelnburger Siedlung wegen des einheitlichen Erscheinungsbildes als wichtiges architektonisches Denkmal der 1920er Jahre gilt.

## Bugenhagen-Kirche
Kennzeichnend für Alt-Nettelnburg war die Tatsache, dass im Zentrum zwar ein Volkshaus und ein Sportplatz, aber keine Kirche geplant war. Erst 1929 wurde am Oberen Landweg, außerhalb der Siedlung, eine barackenartige Behelfskirche, der Bugenhagen-Saal, errichtet. 1943 wurden Kirche und Pastorat durch Bombentreffer beschädigt. Der Kirchensaal wurde anschließend wiederhergestellt und diente bis zur Einweihung der Bugenhagen-Kirche am 26. Oktober 1958 als Gotteshaus. Am 5. November 1972 wurde auf dem Kirchengelände ein evangelischer Kindergarten mit Spielplatz eröffnet.

## Bildungseinrichtungen

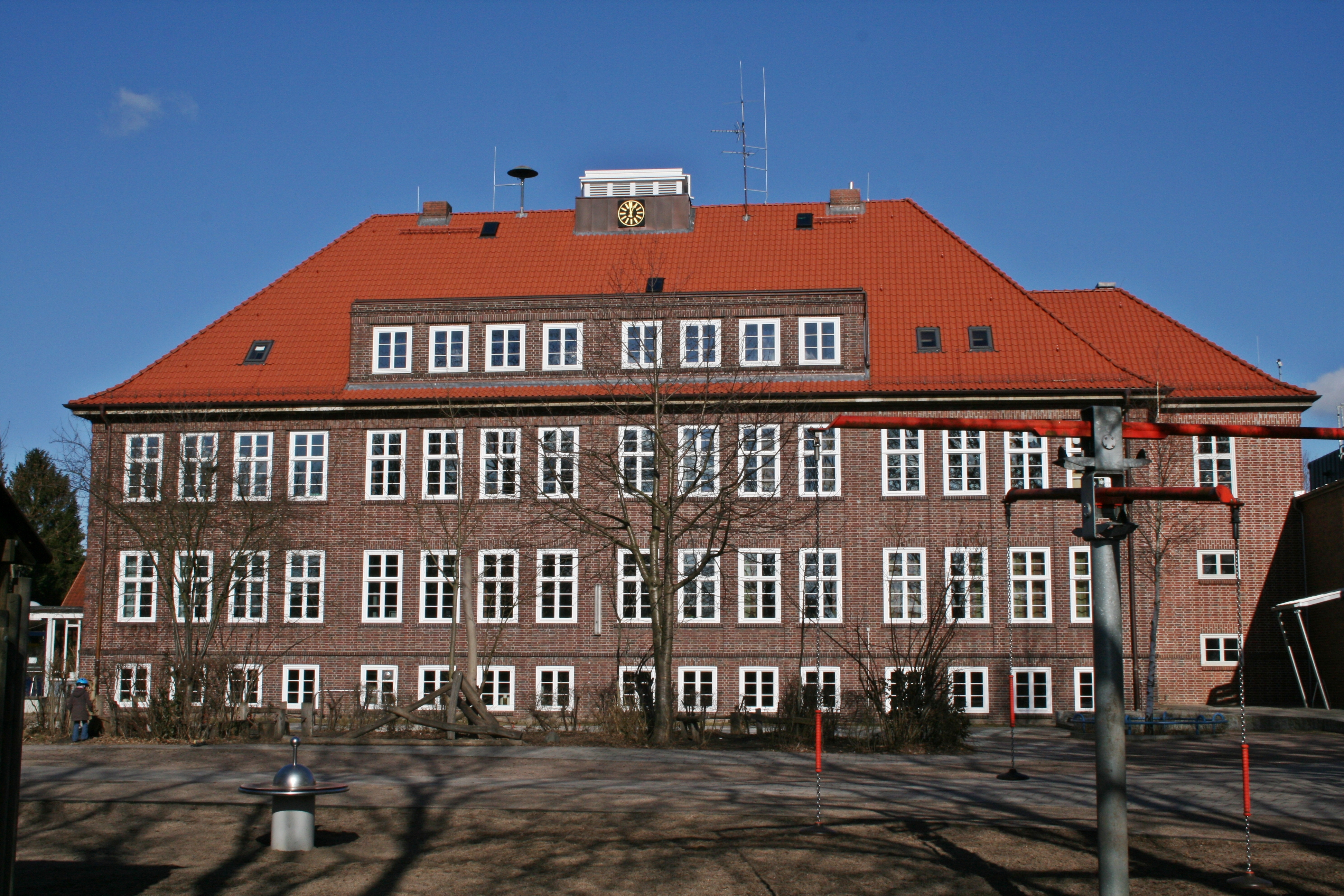
Schule Fiddigshagen mit Schulhof

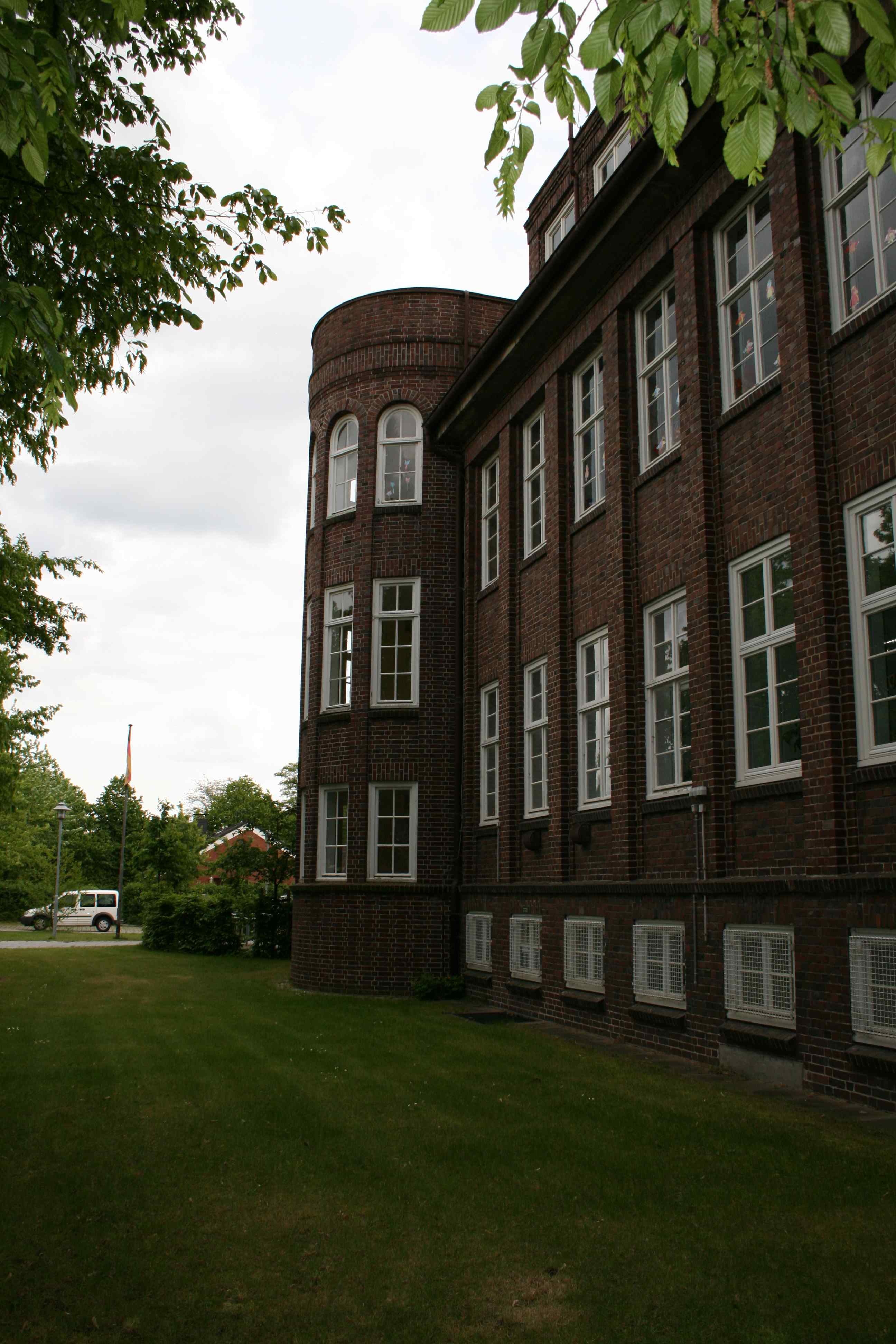
Vorderansicht der Schule

Nach dem Einzug der Siedlerfamilien in den 1920er Jahren wurde über den Bau einer eigenen Volksschule nachgedacht. Nachdem zunächst im ehemaligen „Herrenhaus“ eine Behelfsschule eingerichtet worden war, konnte die „Siedlungsschule“ oder „Schule Nettelnburg“ am Fiddigshagen am 28. Juli 1928 eingeweiht werden. Der Mittelflügel erinnert stilistisch an Bauten des Hamburger Stadtbaumeisters Fritz Schumacher, obwohl die Pläne von Baurat Völker stammen. Obwohl es eine überkonfessionelle Gemeinschaftsschule mit Koedukation war, war die Schule eher sozialdemokratisch geprägt. So erhielten 75 Prozent der Schulabgänger die Jugendweihe. Ebenso wurden Kulturveranstaltungen zur Erwachsenenbildung angeboten.
In der Zeit des Nationalsozialismus wurden der Schulleiter und ein Lehrer abgesetzt. Der Lebenskundeunterricht wurde eingestellt, und es wurde stattdessen Religionsunterricht angeboten. Es kam zur Diffamierung von Kindern aus sozialistischen Familien.
In der Nachkriegszeit wurde nach dem Zuzug weiterer Familien im Jahre 1958 ein Westflügel angebaut und zusätzlich eine Turnhalle errichtet. Da der Platz trotzdem nicht ausreichte, kamen später Pavillons dazu. Mit der Schulreform der Achtzigerjahre wurde die Schule Nettelnburg zur reinen Grundschule, in der es aber auch Vorschulklassen gibt. Seit 1991 ist die Schule eine integrative Grundschule.

## Sport und Freizeit
Im Jahre 1930 gründeten die Siedler einen Fußballverein, den „1. FC Nettelnburg“. Dieser wurde 1933 verboten und aufgelöst, weil er Mitglied beim Arbeiter-Turn- und Sportbund war. 1946 erfolgte eine Neugründung als „Sport-Club Nettelnburg von 1930 e. V.“. In den Jahren 1981–1984 wurde das Angebot um Basketball, Volleyball, Karate, Leichtathletik, Schwimmen, Tanzen und Turnen erweitert. Am 30. November 1995 kam es zur Fusion mit dem TUS Neu-Allermöhe und einer erneuten Umbenennung in „Sportverein Nettelnburg/Allermöhe von 1930 e. V.“, kurz „SVNA 1930“.

## Politik
Für die Wahl zur Hamburgischen Bürgerschaft und der Bezirksversammlung gehört Nettelnburg zum Wahlkreis Bergedorf.

## Verkehrsanbindung
Seit 1970 besitzt Nettelnburg eine gleichnamige S-Bahn-Station an der Linie S2 Hauptbahnhof – Bergedorf – Aumühle, die auch die nördlich der S-Bahn gelegene Großwohnsiedlung Bergedorf-West einbindet.
Nach dem Bau der Marschenautobahn A 25 und der Erschließung weiterer Neubaugebiete (Neu-Allermöhe Ost bzw. West) vollzieht sich ein Wandel des einstmals eher abgeschiedenen dörflichen Charakters. So wurden die Nutztierhaltung und der Gemüseanbau aufgegeben. An der Einfamilienhausbebauung hat sich jedoch bis auf wenige Ausnahmen nichts geändert.
| Linie | Verlauf |
| ----- | --- |
| S 2   | Altona – Holstenstraße – Sternschanze – Dammtor – Hauptbahnhof – Berliner Tor – Rothenburgsort – Tiefstack – Billwerder-Moorfleet – Mittlerer Landweg – Allermöhe – Nettelnburg – Bergedorf – Reinbek – Wohltorf – Aumühle |

## Wasserverband
Am 15. Juni 1989 wurde der Wasserverband Nettelnburg gegründet mit dem Ziel, die Funktionsfähigkeit der Gräben im Gebiet der alten Siedlung zur Entwässerung sicherzustellen. Hierfür sind die Eigentümer der ca. 1000 Grundstücke Zwangsmitglieder und wählen eigenverantwortlich einen Ausschuss, der wiederum den Verbandsvorstand wählt.